# 41è Festival Internacional de Cinema de Moscou
El 41è Festival Internacional de Cinema de Moscou es va celebrar entre el 18 i el 25 d'abril de 2019. El Jordi d'Or fou atorgat a la pel·lícula kazakh Trening litxnostnogo rosta de Farkhat Xaripov.

## Jurat
- Kim Ki-duk (president), realitzador
- Semih Kaplanoğlu, realitzador
- Valia Santella, realitzadora
- Irina Apeksimova, actriu
- Maria Järvenhelmi, actriu

## Pel·lícules en competició
Les següents pel·lícules foren seleccionades per la competició:
| Pel·lícula                     | Director               | País            |
| ------------------------------ | ---------------------- | --------------- |
| Háiyáng dòngwù                 | Zhang Chi              | R.P. de la Xina |
| Trening litxnostnogo rosta     | Farkhat Xaripov        | Kazakhstan      |
| Jam                            | Sabu                   | Japó            |
| Ride                           | Valerio Mastandrea     | Itàlia          |
| Lune de miel                   | Élise Otzenberger      | França          |
| Sale dovom daneshkadeh man     | Rasoul Sadrameli       | Iran            |
| Voskresenie                    | Svetlana Proskurina    | Rússia          |
| Shonibar Bikel                 | Mostofa Sarwar Farooki | Bangladesh      |
| Tēvs nakts                     | Dāvis Sīmanis          | Letònia         |
| Nado mnoiu solntse ne saditsia | Lyubov Borisova        | Rússia          |
| Kapan                          | Seyid Çolak            | Turquia         |
| Tyhjiö                         | Aleksi Salmenperä      | Finlàndia       |
| Epidemiya. Vongozero           | Pavel Kostomarov       | Rússia          |

## Premis
- Jordi d'Or: Trening litxnostnogo rosta, de Farkhat Xaripov[3]
- Jordi d'Or al documental: For vi er gutta de Petter Sommer i Jo Vemund Svendsen
- Premi Especial del Jurat: Háiyáng dòngwù, de Zhang Chi
- Jordi de Plata:
  - Millor Director: Valerio Mastandrea per Ride[4]
  - Millor Actor: Tommi Korpela per Tyhjiö
  - Millor Actriu: Soha Niasti per Sale dovom daneshkadeh man
- Premi Especial per una contribució especial al món del cinema: Kim Ki-duk
- Premi Stanislavsky: Ralph Fiennes
- Premi de l'Audiència: Night Walk d'Aziz Tazi
- Premi FIPRESCI: Lune de miel d'Élise Otzenberger
- Premi al curtmetratge: Tigre de Delphine Deloget